# Gloster Javelin
Gloster Javelin bil dvomotorni vsevrevemnski prestreznik, ki so ga uporabljale Kraljeve letalske sile od poznih 1950in pa do leta 1968. Je zadnje letalo, ki še nosi ime "Gloster". Javelin je imel delta krilo, T-rep in tricikel pristajalno podvozje. 

## Specifikacije(Gloster Javelin FAW Mk 9)
Podatki iz Profile: Number 179;Patridge 1967, p. 8.
Splošne karakteristike
- Posadka: 2
- Dolžina: 56 ft 9 in (17,15 m)
- Razpon kril: 52 ft (15,85 m)
- Višina: 16 ft (4,88 m)
- Površina kril: 927 ft² (86 m²)
- Teža praznega letala: 24000 lb (10886 kg)
- Naložena teža: 31580 lb (14325 kg)
- Maks. vzletna teža: 43165 lb (19580 kg)
- Pogon letala: 2 × Armstrong Siddeley Sapphire 7R turboreaktivni motor, 12300 lbf (54 kN) vsak

 Zmogljivost 
- Maks. hitrost: 610 vozlov na nivoju morja (710 mph 1140 km/h)
- Doseg: 954 milj (1530 km)
- Višina leta: 52800 ft (15865 m)
- Hitrost vzpenjanja: 5400 ft/min (27,45 m/s)
- Obremenitev kril: 34 lb/ft² (166 kg/m²)
- Razmerje potisk/teža: 0,79

Oborožitev

- Strelno orožje: 4x 30 mm ADEN topovi
- Izstrelki: Do štiri rakete zrak-zrak de Havilland Firestreak

Letalska elektronika

- Westinghouse AN/APQ-43 radar